# Dicaelotus longulator
Dicaelotus longulator är en stekelart som beskrevs av Aubert 1983. Dicaelotus longulator ingår i släktet Dicaelotus och familjen brokparasitsteklar. Inga underarter finns listade i Catalogue of Life.